# Complete First Live
Complete First Live (コンプリート・ファースト・ライブ Konpurīto Fāsuto Raibu?) Es el primero de dos álbumes dobles en vivo lanzado por la novedosa banda japonesa de heavy metal Animetal en 1999. El álbum fue lanzado con anterioridad directa al video como Animetalive (アニメタライブ Animetaraibu?) En 1997.

## Listado de canciones

### Disco 1
1. "Theme of Animetal" (アニメタルのテーマ Animetaru no Tēma?)
2. "Song of Gatchaman" (ガッチャマンの歌 Gatchaman no Uta?)
3. "Triton of the Sea" (海のトリトン Umi no Toriton?)
4. MC1
5. "Theme of Combattler V" (コン・バトラーVのテーマ Kon Batorā Bui no Tēma?)
6. "Brave Raideen" (勇者ライディーン Yūsha Raidīn?)
7. MC2
8. "Song of Tekkaman" (テッカマンの歌 Tekkaman no Uta?)
9. Drum Solo
10. Bass Solo
11. Guitar Solo
12. "Hawk of the Grand Prix" (ランプリの鷹 Guranpuri no Taka?)
13. "Fight! Casshan" (たたかえ！キャシャーン Tatakae! Kyashān?)
14. MC3
15. "Gale Wind Xabungle" (疾風ザブングル Shippū Zabungaru?)

### Disco 2
1. "Getter Robo!" (ゲッターロボ！ Gettā Robo!?)
2. "Cutie Honey" (キューティーハニー Kyūtī Hanī?)
3. "Sally the Witch" (魔法使いサリー Mahōtsukai Sarī?)
4. "Mazinger Z" (マジンガーZ Majingā Zetto?)
5. "Song of Devilman" (デビルマンのうた Debiruman no Uta?)
6. Encore Applause 1 (アンコール前拍手1 Ankōru Mae Hakushu Wan?)
7. "Galaxy Express 999" (銀河鉄道９９９ Ginga Tetsudō Surī Nain?)
8. MC4
9. "Fly! Gundam" (翔べ！ガンダム Tobe! Gundamu?,  Mobile Suit Gundam (機動戦士ガンダム Kidō Senshi Gandamu?))
10. Encore Applause 2 (アンコール前拍手2 Ankōru Mae Hakushu Tsū?)
11. MC5
12. This Is Animetal Type 2
Covers de "Space Battleship Yamato" (宇宙戦艦ヤマト Uchū Senkan Yamato?), "Triton of the Sea" (海のトリトン Umi no Toriton?), "I am Great Mazinger" (おれはグレートマジンガー Ore wa Gurēto Majingā?), "Fight! Polymar" (戦え！ポリマー Tatakae! Porimā?), "Tiger Mask" (タイガーマスク Taigā Masuku?), "Cutie Honey" (キューティーハニー Kyūtī Hanī?), "Babel II" (バビル２世 Babiru Nisei?), y "For Whose Sake" (誰がために Taga Tame ni?, Cyborg 009).

## Créditos
- Eizo Sakamoto (坂本 英三 Sakamoto Eizō?) - Voz
- She-Ja (屍忌蛇 Shiija?) - Guitarra
- Masaki - Bajo
- Yasuhiro Umezawa (梅澤 康博 Umezawa Yasuhiro?) - Batería
- Mie - Voz (Animetal Lady)